# Ayé
Albums de Kassav
Passeport
(1983) An ba chenn la
(1985)
Ayé est le septième album du groupe antillais Kassav sortie en 1984.

## Pistes
1. Ayé
2. Meddley
3. Moman-tala
4. Kontak
5. Tiré mwen la
6. Mystik
7. Kassav VII (Gadé en haut)
8. An moman pou sonjé